# Kościół ewangelicki w Bielsku-Białej-Kamienicy
Kościół ewangelicki w Bielsku-Białej - Kamienicy – kościół ewangelicko-augsburski w Bielsku-Białej, w dzielnicy Kamienica, w województwie śląskim w Polsce. Należy do parafii ewangelicko-augsburskiej w Starym Bielsku.

## Historia
W związku z tym, że wiejska społeczność okolic Bielska stanowiła trzecią część członków parafii, mieszkańcy Starego Bielska, Aleksandrowic, Wapienicy i Kamienicy zażądali 1/3 miejsc w kościele Zbawiciela. Nie otrzymali na to zgody, wskutek czego postanowili o budowie własnej świątyni.
24 czerwca 1827 roku dokonano poświęcania kościoła Jana Chrzciciela w Starym Bielsku, do którego uczęszczali wierni z Kamienicy.
Cmentarz ewangelicki w Kamienicy założony został w XIX wieku. W 1860 r. na jego terenie powstała drewniana dzwonnica.
Na miejscu dzwonnicy w 1899 r. wybudowano murowaną kaplicę. Koszty prac były współfinansowane przez rodzinę Manhardtów, którzy byli właścicielami miejscowej fabryki sukna. Pochowani zostali w grobowcu położonym obok kościoła.
Podczas sprawowania funkcji proboszcza parafii starobielskiej przez Tadeusza Wojaka po 1950 r. kościół wyremontowano. Kolejnego remontu dokonano w 1999 r. z okazji stulecia świątyni. Wykonano nową elewację zewnętrzną oraz odnowiono jego wnętrze.
Nabożeństwa w kościele odbywają się w niedzielę oraz święta.